# 王閎 (郡三老)
王 閎（おう こう、生没年不詳）は、漢の朝鮮半島における植民地楽浪郡の漢人豪族。楽浪郡の郷官の郡三老。王景の父。
前漢の帝位を王莽が簒奪して建国された新は、匈奴の征討に失敗して国力を疲弊させてしまう。各地で反乱が相次ぐなか、王莽が殺されて新は滅亡する。混乱に乗じた楽浪郡の王調は、23年に楽浪太守の劉憲を殺害して、自ら「大将軍楽浪太守」と称した。王調は後漢の支配に7年間も抵抗したが、30年に光武帝は王遵を派兵、抵抗運動の鎮圧に乗り出した。王遵が軍隊を率いて遼東に至ると、土着漢人である郡三老王閎・郡決曹吏楊邑などが王調を殺害した。これにより、王調を中心とした抵抗運動は終了したが、この抵抗運動の影響により、楽浪郡の東部都尉は廃止された。